# Villa Aujourd’hui
La villa Aujourd'hui es una villa de estilo Movimiento Moderno construida por el arquitecto estadounidense Barry Dierks (1899 - 1960) para el mundano de Palm Beach, Audrey Chadwick. Situada en Antibes y construida en 1938, villa Aujourd'hui es una de las más distintivas villas de la Riviera construidas por Dierks y fue una de las últimas manifestaciones del estilo construida en la Riviera antes del estallido de la Segunda Guerra Mundial.

## Contexto
A partir de 1923, la Costa Azul comenzó a convertirse en un centro turístico estival, pero fue el multimillonario estadounidense, Frank Jay Gould, quien fue responsable de convertir la Costa Azul en un centro turístico estival animando a los hoteleros a abrir sus hoteles al principio de la primavera y no en el invierno, ya que era la tradición en el siglo XIX. Con su esposa, Florence, la pareja atrajo amigos, familia, artistas y los ricos no solo para las actividades deportivas o actividades chic bajo el sol, sino también para actividades sociales y culturales. Con el apoyo financiero de la pareja, Juan-les-Pins se convirtió en un centro para las actividades estivales en la Costa Azul, lo que fue seguido rápidamente en 1926 con el apoyo financiero del hotel Palais de la Méditerranée en Niza. Los esfuerzos de Gould fueron continuados por  Gerald y Sara Murphy, que se mudaron a cap d'Antibes. Su casa, la Villa America, era un centro de la vida social de la Riviera donde se recibió a gente como Scott Fitzgerald, John Dos Passos, Serge Diaghilev y Pablo Picasso.

## Historia
La expatriada Audrey Chadwick, era un miembro activo del círculo social de la Riviera que abrazó la vida seductora del sur de Francia. Debido a su asociación con este círculo, fue presentada al arquitecto expatriado estadounidense, Barry Dierks, que era capaz de construir una villa en el estilo Art déco que era entonces popular en Miami. Ella llamó a esta villa, Today, después de que su casa en Palm Beach, Florida. Alrededor de 1950, Jack Warner compró la villa Aujourd'hui y recibió ahí a las estrellas de Hollywood, en particular a Charlie Chaplin y Ava Gardner.

## Descripción
La villa, que construyó en un terreno que a Dierks gustaba definir como el tamaño de un piano de cola, sustituyó una modesta estructura anterior llamada el Bungalow. Aprovechar la estrechez del sitio, Dierks diseñó un plano de dos pisos tradicional con un garaje subterráneo.
Combinar la monumentalidad con la simetría y en respuesta a la topografía ondulante del terreno, Dierks diseñó una entrada modernista con una atrevida fachada ondulada con una entrada semicircular para el automóvil, que es único en la Riviera.
La parte principal del edificio alberga una enfilada de salas de recepciones. En la planta baja, el vestíbulo transversal, que presenta una escalera de caracol independiente con una barandilla de esmaltada blanca que se apoya sobre balaústres de cristal veneciano, se abre hacia el comedor, que está directamente enfrente de la entrada. La escalera está iluminada por un tragaluz abovedado que está decorado con un diseño abstracto y firmado "V. L. " Al oeste, una serie de terrazas bordean la costa.
A un lado del comedor está el salón, que se abre a una vista panorámica del Golfe-Juan y Juan-les-Pins, y en el otro lado se encuentran la despensa, la cocina, y área de servicio incluyendo el garaje. El salón se caracteriza además por la gran alfombra diseñada por Roger-Henri Expert y Pierre Patout (tejido en Cogolin) para el pabellón francés en la Exposición de Nueva York de 1939, en Nueva York. Los cuartos están pintados de blanco y decorados con chimeneas de mármol negro.
En el piso de arriba hay cinco dormitorios con baños privados; cuartos de servicio, que incluyen cuatro habitaciones para los domésticos y un baño también se encuentran en este nivel.